# Bundestagswahlkreis Waldeck
Der Wahlkreis Waldeck (Wahlkreis 166; bis zur Bundestagswahl 2021 Wahlkreis 167) ist ein Bundestagswahlkreis in Hessen. Der Wahlkreis umfasst die Städte und Gemeinden Bad Emstal, Bad Karlshafen, Baunatal, Breuna, Calden, Grebenstein, Habichtswald, Hofgeismar, Immenhausen, Liebenau, Naumburg, Reinhardshagen, Schauenburg, Trendelburg, Wesertal, Wolfhagen, Zierenberg und den Gutsbezirk Reinhardswald aus dem Landkreis Kassel sowie die Städte und Gemeinden Bad Arolsen, Bad Wildungen, Diemelsee, Diemelstadt, Edertal, Korbach, Lichtenfels, Twistetal, Volkmarsen, Waldeck und Willingen (Upland) aus dem Landkreis Waldeck-Frankenberg.
Der Wahlkreis galt bisher als SPD-Hochburg und wurde von 1957 bis 2009 und 2017 bis 2021 stets von den Direktkandidaten der SPD gewonnen. Bei der Bundestagswahl 2013 gewann die CDU mit ihrem Kandidaten Thomas Viesehon erstmals den Wahlkreis, was ihr 2025 mit Jan-Wilhelm Pohlmann erneut gelang.

## Wahlkreisgeschichte
| Wahl      | Wahlkreisname | Gebiet |
| --------- | ------------- | --- |
| 1949      | I             | Landkreis Waldeck, Landkreis Hofgeismar, Landkreis Wolfhagen |
| 1953–1969 | 126 Waldeck   | Landkreis Waldeck, Landkreis Hofgeismar, Landkreis Wolfhagen |
| 1972      | 126 Waldeck   | - Landkreis Waldeck - vom Landkreis Kassel - die Gemeinden Breuna, Calden, Emstal, Grebenstein, Habichtswald, Hofgeismar, Immenhausen, Karlshafen, Liebenau, Naumburg, Oberweser, Reinhardshagen, Trendelburg, Wahlsburg, Wolfhagen und Zierenberg |
| 1976      | 126 Waldeck   | - vom Landkreis Kassel - die Gemeinden (Bad) Emstal, Bad Karlshafen, Breuna, Calden, Grebenstein, Habichtswald, Hofgeismar, Immenhausen, Liebenau, Naumburg, Oberweser, Reinhardshagen, Trendelburg, Wahlsburg, Wolfhagen, Zierenberg und den Gutsbezirk Reinhardswald - vom Landkreis Waldeck-Frankenberg - die Gemeinden Bad Arolsen, Bad Wildungen, Diemelsee, Diemelstadt, Edertal, Korbach, Lichtenfels, Twistetal, Volkmarsen, Waldeck und Willingen (Upland)                      |
| 1980–1998 | 124 Waldeck   | - vom Landkreis Kassel - die Gemeinden (Bad) Emstal, Bad Karlshafen, Breuna, Calden, Grebenstein, Habichtswald, Hofgeismar, Immenhausen, Liebenau, Naumburg, Oberweser, Reinhardshagen, Trendelburg, Wahlsburg, Wolfhagen, Zierenberg und den Gutsbezirk Reinhardswald - vom Landkreis Waldeck-Frankenberg - die Gemeinden Bad Arolsen, Bad Wildungen, Diemelsee, Diemelstadt, Edertal, Korbach, Lichtenfels, Twistetal, Volkmarsen, Waldeck und Willingen (Upland)                      |
| 2002–2005 | 169 Waldeck   | - vom Landkreis Kassel - die Gemeinden Bad Emstal, Bad Karlshafen, Baunatal, Breuna, Calden, Grebenstein, Habichtswald, Hofgeismar, Immenhausen, Liebenau, Naumburg, Oberweser, Reinhardshagen, Schauenburg, Trendelburg, Wahlsburg, Wolfhagen, Zierenberg und den Gutsbezirk Reinhardswald - vom Landkreis Waldeck-Frankenberg - die Gemeinden Bad Arolsen, Bad Wildungen, Diemelsee, Diemelstadt, Edertal, Korbach, Lichtenfels, Twistetal, Volkmarsen, Waldeck und Willingen (Upland) |
| 2009      | 168 Waldeck   | - vom Landkreis Kassel - die Gemeinden Bad Emstal, Bad Karlshafen, Baunatal, Breuna, Calden, Grebenstein, Habichtswald, Hofgeismar, Immenhausen, Liebenau, Naumburg, Oberweser, Reinhardshagen, Schauenburg, Trendelburg, Wahlsburg, Wolfhagen, Zierenberg und den Gutsbezirk Reinhardswald - vom Landkreis Waldeck-Frankenberg - die Gemeinden Bad Arolsen, Bad Wildungen, Diemelsee, Diemelstadt, Edertal, Korbach, Lichtenfels, Twistetal, Volkmarsen, Waldeck und Willingen (Upland) |
| 2013–2021 | 167 Waldeck   | - vom Landkreis Kassel - die Gemeinden Bad Emstal, Bad Karlshafen, Baunatal, Breuna, Calden, Grebenstein, Habichtswald, Hofgeismar, Immenhausen, Liebenau, Naumburg, Oberweser, Reinhardshagen, Schauenburg, Trendelburg, Wahlsburg, Wolfhagen, Zierenberg und den Gutsbezirk Reinhardswald - vom Landkreis Waldeck-Frankenberg - die Gemeinden Bad Arolsen, Bad Wildungen, Diemelsee, Diemelstadt, Edertal, Korbach, Lichtenfels, Twistetal, Volkmarsen, Waldeck und Willingen (Upland) |
| 2025      | 166 Waldeck   | - vom Landkreis Kassel - die Gemeinden Bad Emstal, Bad Karlshafen, Baunatal, Breuna, Calden, Grebenstein, Habichtswald, Hofgeismar, Immenhausen, Liebenau, Naumburg, Reinhardshagen, Schauenburg, Trendelburg, Wesertal, Wolfhagen, Zierenberg und den Gutsbezirk Reinhardswald - vom Landkreis Waldeck-Frankenberg - die Gemeinden Bad Arolsen, Bad Wildungen, Diemelsee, Diemelstadt, Edertal, Korbach, Lichtenfels, Twistetal, Volkmarsen, Waldeck und Willingen (Upland)             |

## Wahlkreisabgeordnete
| Wahl            | Abgeordneter | Abgeordneter         | Partei | Stimmen in % |
| --------------- | ------------ | -------------------- | ------ | ------------ |
| 1949            |              | Karl Rüdiger         | FDP    | 35,2         |
| 1951 (Nachwahl) |              | Hans Merten          | SPD    | 47,2         |
| 1953            |              | Heinrich Fassbender  | FDP    | 52,5         |
| 1957            |              | Karl Bechert         | SPD    | 35,6         |
| 1961            | 42,4         | Karl Bechert         | SPD    |              |
| 1965            | 46,7         | Karl Bechert         | SPD    |              |
| 1969            | 50,1         | Karl Bechert         | SPD    |              |
| 1972            |              | Rudi Walther         | SPD    | 53,6         |
| 1976            | 49,7         | Rudi Walther         | SPD    |              |
| 1980            | 52,1         | Rudi Walther         | SPD    |              |
| 1983            | 48,6         | Rudi Walther         | SPD    |              |
| 1987            | 49,5         | Rudi Walther         | SPD    |              |
| 1990            | 48,6         | Rudi Walther         | SPD    |              |
| 1994            |              | Alfred Hartenbach    | SPD    | 47,4         |
| 1998            | 53,0         | Alfred Hartenbach    | SPD    |              |
| 2002            | 52,1         | Alfred Hartenbach    | SPD    |              |
| 2005            | 50,2         | Alfred Hartenbach    | SPD    |              |
| 2009            |              | Ullrich Meßmer       | SPD    | 37,8         |
| 2013            |              | Thomas Viesehon      | CDU    | 41,5         |
| 2017            |              | Esther Dilcher       | SPD    | 35,1         |
| 2021            | 38,0         | Esther Dilcher       | SPD    |              |
| 2025            |              | Jan-Wilhelm Pohlmann | CDU    | 31,1         |

## Wahlergebnisse

### Bundestagswahl 2025
| Kandidaten                                             | Kandidaten                        | Parteien/Listen     | Erststimmen | Erststimmen | Zweitstimmen | Zweitstimmen |
| Kandidaten                                             | Kandidaten                        | Parteien/Listen     | Stimmen     | %           | Stimmen      | %            |
| ------------------------------------------------------ | --------------------------------- | ------------------- | ----------- | ----------- | ------------ | ------------ |
|                                                        | Esther Dilcher                    | SPD                 | 41.883      | 28,2        | 33.994       | 22,9         |
|                                                        | Jan-Wilhelm Pohlmanngewählt im WK | CDU                 | 46.166      | 31,1        | 42.778       | 28,8         |
|                                                        | Ilka Deutschendorf                | GRÜNE               | 10.559      | 7,1         | 12.718       | 8,6          |
|                                                        | Jochen Helmut Rube                | FDP                 | 4.863       | 3,3         | 5.921        | 4,0          |
|                                                        | Jan Ralf Nolte                    | AfD                 | 31.701      | 21,4        | 31.359       | 21,1         |
|                                                        | Stefan Markus Giebel              | Die Linke           | 8.462       | 5,7         | 9.115        | 6,1          |
|                                                        | Michael Maiweg                    | FREIE WÄHLER        | 4.807       | 3,2         | 2.496        | 1,7          |
|                                                        | —                                 | Tierschutzpartei    | –           | –           | 2.152        | 1,4          |
|                                                        | —                                 | Die PARTEI          | –           | –           | 658          | 0,4          |
|                                                        | —                                 | Volt                | –           | –           | 623          | 0,4          |
|                                                        | —                                 | PdH                 | –           | –           | 119          | 0,1          |
|                                                        | —                                 | MLPD                | –           | –           | 38           | 0,0          |
|                                                        | —                                 | BÜNDNIS DEUTSCHLAND | –           | –           | 237          | 0,2          |
|                                                        | —                                 | BSW                 | –           | –           | 6.502        | 4,4          |
| Gesamt                                                 | Gesamt                            | Gesamt              | 148.441     | 100         | 148.710      | 100          |
|                                                        |                                   |                     |             |             |              |              |
| Ungültige Stimmen                                      | Ungültige Stimmen                 | Ungültige Stimmen   | 1.662       | 1,1         | 1.393        | 0,9          |
| Wähler                                                 | Wähler                            | Wähler              | 150.103     | 83,2        | 150.103      | 83,2         |
| Wahlberechtigte                                        | Wahlberechtigte                   | Wahlberechtigte     | 180.475     |             | 180.475      |              |
|                                                        |                                   |                     |             |             |              |              |
| Quellen: Die Bundeswahlleiterin, Kandidaten – Ergebnis |                                   |                     |             |             |              |              |

### Bundestagswahl 2021
| Kandidaten                                            | Kandidaten                  | Parteien/Listen      | Erststimmen | Erststimmen | Zweitstimmen | Zweitstimmen |
| Kandidaten                                            | Kandidaten                  | Parteien/Listen      | Stimmen     | %           | Stimmen      | %            |
| ----------------------------------------------------- | --------------------------- | -------------------- | ----------- | ----------- | ------------ | ------------ |
|                                                       | Esther Dilchergewählt im WK | SPD                  | 51.613      | 38,0        | 49.064       | 36,1         |
|                                                       | Armin Schwarz               | CDU                  | 35.734      | 26,3        | 30.392       | 22,3         |
|                                                       | Peter Koswig                | GRÜNE                | 13.581      | 10,0        | 14.775       | 10,9         |
|                                                       | Jan Ralf Nolte              | AfD                  | 12.536      | 9,2         | 12.899       | 9,5          |
|                                                       | Jochen Helmut Rube          | FDP                  | 12.062      | 8,9         | 15.288       | 11,2         |
|                                                       | Regina Preysing             | DIE LINKE            | 4.208       | 3,1         | 4.441        | 3,3          |
|                                                       | Kira Hauser                 | FREIE WÄHLER         | 3.763       | 2,8         | 2.791        | 2,1          |
|                                                       | Daniele Saracino            | dieBasis             | 1.626       | 1,2         | 1.528        | 1,1          |
|                                                       | Gerd Erwin Müller           | Einzelbewerber       | 716         | 0,5         | –            | –            |
|                                                       | Babara Meyer                | Einzelbewerberin     | 151         | 0,1         | –            | –            |
|                                                       | –                           | Tierschutzpartei     | –           | –           | 1.946        | 1,4          |
|                                                       | –                           | Die PARTEI           | –           | –           | 964          | 0,7          |
|                                                       | –                           | PIRATEN              | –           | –           | 452          | 0,3          |
|                                                       | –                           | Team Todenhöfer      | –           | –           | 374          | 0,3          |
|                                                       | –                           | Volt                 | –           | –           | 223          | 0,2          |
|                                                       | –                           | Gesundheitsforschung | –           | –           | 218          | 0,2          |
|                                                       | –                           | NPD                  | –           | –           | 159          | 0,1          |
|                                                       | –                           | Bündnis C            | –           | –           | 114          | 0,1          |
|                                                       | –                           | ÖDP                  | –           | –           | 106          | 0,1          |
|                                                       | –                           | Die Humanisten       | –           | –           | 87           | 0,1          |
|                                                       | –                           | V-Partei³            | –           | –           | 83           | 0,1          |
|                                                       | –                           | BÜNDNIS21            | –           | –           | 41           | 0,0          |
|                                                       | –                           | MLPD                 | –           | –           | 40           | 0,0          |
|                                                       | –                           | LKR                  | –           | –           | 31           | 0,0          |
|                                                       | –                           | DKP                  | –           | –           | 27           | 0,0          |
| Gesamt                                                | Gesamt                      | Gesamt               | 135.990     | 100         | 136.043      | 100          |
|                                                       |                             |                      |             |             |              |              |
| Ungültige Stimmen                                     | Ungültige Stimmen           | Ungültige Stimmen    | 2.140       | 1,5         | 2.087        | 1,5          |
| Wähler                                                | Wähler                      | Wähler               | 138.130     | 75,0        | 138.130      | 75,0         |
| Wahlberechtigte                                       | Wahlberechtigte             | Wahlberechtigte      | 184.073     |             | 184.073      |              |
|                                                       |                             |                      |             |             |              |              |
| Quellen: Die Bundeswahlleiterin, Kandidaten – Stimmen |                             |                      |             |             |              |              |

### Bundestagswahl 2017
Die Bundestagswahl 2017 fand am Sonntag, den 24. September 2017, statt. In Hessen hatten sich 20 Parteien mit ihrer Landesliste beworben. Die Allianz Deutscher Demokraten zog ihre Bewerbung zurück. Die Violetten wurde vom Landeswahlausschuss zurückgewiesen, da nicht die erforderlichen zweitausend Unterschriften zur Unterstützung vorgelegt wurden. Somit bewarben sich 18 Parteien mit ihren Landeslisten in Hessen. Auf den Landeslisten kandidierten insgesamt 353 Bewerber, davon nicht ganz ein Drittel (114) Frauen.
| Gegenstand der Nachweisung | Gegenstand der Nachweisung | Erst- stimmen | Erst- stimmen | Zweit- stimmen | Zweit- stimmen |
| Bewerber                   | Partei                     | Anzahl        | %             | Anzahl         | %              |
| -------------------------- | -------------------------- | ------------- | ------------- | -------------- | -------------- |
| Wahlberechtigte            | Wahlberechtigte            | 186.825       | 100,00        | 186.825        | 100,00         |
| Wähler                     | Wähler                     | 142.857       | 76,5          | 142.857        | 76,5           |
| Ungültige Stimmen          | Ungültige Stimmen          | 2.127         | 1,5           | 2.127          | 1,5            |
| Gültige Stimmen            | Gültige Stimmen            | 140.638       | 98,4          | 140.730        | 98,5           |
| davon                      |                            |               |               |                |                |
| Thomas Viesehon            | CDU                        | 47.269        | 33,6          | 42.231         | 30,0           |
| Esther Dilcher             | SPD                        | 49.341        | 35,1          | 43.446         | 30,9           |
| Jürgen Frömmrich           | GRÜNE                      | 8.062         | 5,7           | 9.659          | 6,9            |
| Regina Preysing            | DIE LINKE                  | 8.600         | 6,1           | 9.891          | 7,0            |
| Jan Ralf Nolte             | AfD                        | 15.438        | 11,0          | 16.410         | 11,7           |
| Jochen Rube                | FDP                        | 9.930         | 7,1           | 13.918         | 9,9            |
|                            | PIRATEN                    | -             | -             | 507            | 0,4            |
|                            | NPD                        | -             | -             | 441            | 0,3            |
| Vera Gleuel                | FREIE WÄHLER               | 1.911         | 1,4           | 1.270          | 0,9            |
|                            | Die PARTEI                 | -             | -             | 888            | 0,6            |
|                            | Büso                       | -             | -             | 19             | 0,0            |
| Karin Puppel               | MLPD                       | 87            | 0,1           | 45             | 0,0            |
|                            | BGE                        | -             | -             | 203            | 0,1            |
|                            | DKP                        | -             | -             | 17             | 0,0            |
|                            | DM                         | -             | -             | 175            | 0,1            |
|                            | ÖDP                        | -             | -             | 128            | 0,1            |
|                            | Tierschutzpartei           | -             | -             | 1.327          | 0,9            |
|                            | V-Partei³                  | -             | -             | 155            | 0,1            |

### Bundestagswahl 2013
| Gegenstand der Nachweisung | Gegenstand der Nachweisung | Erst- stimmen | Erst- stimmen | Zweit- stimmen | Zweit- stimmen |
| Bewerber                   | Partei                     | Anzahl        | %             | Anzahl         | %              |
| -------------------------- | -------------------------- | ------------- | ------------- | -------------- | -------------- |
| Wahlberechtigte            | Wahlberechtigte            | 189.728       | 100,0         | 189.728        | 100,0          |
| Wähler                     | Wähler                     | 138.632       | 73,1          | 138.632        | 73,1           |
| Ungültige Stimmen          | Ungültige Stimmen          | 4.931         | 3,6           | 4.216          | 3,0            |
| Gültige Stimmen            | Gültige Stimmen            | 133.701       | 100,0         | 134.416        | 100,0          |
| davon                      |                            |               |               |                |                |
| Thomas Viesehon            | CDU                        | 55.444        | 41,5          | 49.063         | 36,5           |
| Ullrich Meßmer             | SPD                        | 55.217        | 41,3          | 48.420         | 36,0           |
| Björn Sänger               | FDP                        | 3.579         | 2,7           | 6.452          | 4,8            |
| Caroline Chantal Tönges    | GRÜNE                      | 8.486         | 6,3           | 10.872         | 8,1            |
| Dieter Hille               | DIE LINKE                  | 7.253         | 5,4           | 7.356          | 5,5            |
| Arno Schröder              | PIRATEN                    | 3.177         | 2,4           | 2.242          | 1,7            |
|                            | NPD                        | –             | –             | 1.159          | 0,9            |
|                            | REP                        | –             | –             | 237            | 0,2            |
|                            | BüSo                       | –             | –             | 47             | 0,0            |
|                            | MLPD                       | –             | –             | 33             | 0,0            |
|                            | AfD                        | –             | –             | 6.774          | 5,0            |
|                            | pro Deutschland            | –             | –             | 152            | 0,1            |
|                            | FREIE WÄHLER               | –             | –             | 1.013          | 0,8            |
|                            | Die PARTEI                 | –             | –             | 525            | 0,4            |
|                            | PSG                        | –             | –             | 71             | 0,1            |
| Werner Bracht              | Einzelbewerber             | 545           | 0,4           | –              | –              |

### Bundestagswahl 2009
| Gegenstand der Nachweisung | Gegenstand der Nachweisung | Erst- stimmen | Erst- stimmen | Zweit- stimmen | Zweit- stimmen |
| Bewerber                   | Partei                     | Anzahl        | %             | Anzahl         | %              |
| -------------------------- | -------------------------- | ------------- | ------------- | -------------- | -------------- |
| Wahlberechtigte            | Wahlberechtigte            | 192.360       | 100,0         | 192.360        | 100,0          |
| Wähler                     | Wähler                     | 140.808       | 73,2          | 140.808        | 73,2           |
| Ungültige Stimmen          | Ungültige Stimmen          | 3.801         | 2,7           | 3.513          | 2,5            |
| Gültige Stimmen            | Gültige Stimmen            | 137.007       | 100,0         | 137.295        | 100,0          |
| davon                      |                            |               |               |                |                |
| Ullrich Meßmer             | SPD                        | 51.737        | 37,8          | 45.343         | 33,0           |
| Thomas Viesehon            | CDU                        | 48.414        | 35,3          | 41.109         | 29,9           |
| Björn Sänger               | FDP                        | 13.180        | 9,6           | 20.210         | 14,7           |
| Anke Pavlicek              | GRÜNE                      | 11.209        | 8,2           | 13.498         | 9,8            |
| Klaus Albrecht             | DIE LINKE                  | 10.400        | 7,6           | 11.657         | 8,5            |
| David Giesler              | NPD                        | 1.756         | 1,3           | 1.393          | 1,0            |
|                            | REP                        | –             | –             | 504            | 0,4            |
|                            | Die Tierschutzpartei       | –             | –             | 1.121          | 0,8            |
|                            | BüSo                       | –             | –             | 122            | 0,1            |
|                            | MLPD                       | –             | –             | 48             | 0,0            |
|                            | DVU                        | –             | –             | 115            | 0,1            |
|                            | PIRATEN                    | –             | –             | 2.175          | 1,6            |
| Jürgen Lenz                | Einzelbewerber             | 311           | 0,2           | –              | –              |

### Bundestagswahl 2005
| Gegenstand der Nachweisung | Gegenstand der Nachweisung | Erst- stimmen | Erst- stimmen | Zweit- stimmen | Zweit- stimmen |
| Bewerber                   | Partei                     | Anzahl        | %             | Anzahl         | %              |
| -------------------------- | -------------------------- | ------------- | ------------- | -------------- | -------------- |
| Wahlberechtigte            | Wahlberechtigte            | 194.361       | 100,0         | 194.361        | 100,0          |
| Wähler                     | Wähler                     | 154.436       | 79,5          | 154.436        | 79,5           |
| Ungültige Stimmen          | Ungültige Stimmen          | 4.050         | 2,6           | 3.834          | 2,5            |
| Gültige Stimmen            | Gültige Stimmen            | 150.386       | 100,0         | 150.602        | 100,0          |
| davon                      |                            |               |               |                |                |
| Alfred Hartenbach          | SPD                        | 75.533        | 50,2          | 66.483         | 44,1           |
| Christoph Butterweck       | CDU                        | 51.807        | 34,4          | 45.491         | 30,2           |
| Nicole Maisch              | GRÜNE                      | 6.734         | 4,5           | 11.268         | 7,5            |
| Björn Sänger               | FDP                        | 7.112         | 4,7           | 14.714         | 9,8            |
| Klaus Albrecht             | Die Linke.                 | 7.104         | 4,7           | 8.137          | 5,4            |
|                            | REP                        | –             | –             | 873            | 0,6            |
|                            | Die Tierschutzpartei       | –             | –             | 999            | 0,7            |
| Marion Figge               | NPD                        | 2.096         | 1,4           | 1.706          | 1,1            |
|                            | GRAUE                      | –             | –             | 627            | 0,4            |
|                            | BüSo                       | –             | –             | 91             | 0,1            |
|                            | MLPD                       | –             | –             | 83             | 0,1            |
|                            | PSG                        | –             | –             | 130            | 0,1            |

### Bundestagswahl 2002
| Gegenstand der Nachweisung | Gegenstand der Nachweisung | Erst- stimmen | Erst- stimmen | Zweit- stimmen | Zweit- stimmen |
| Bewerber                   | Partei                     | Anzahl        | %             | Anzahl         | %              |
| -------------------------- | -------------------------- | ------------- | ------------- | -------------- | -------------- |
| Wahlberechtigte            | Wahlberechtigte            | 194.230       | 100,0         | 194.230        | 100,0          |
| Wähler                     | Wähler                     | 156.682       | 80,7          | 156.682        | 80,7           |
| Ungültige Stimmen          | Ungültige Stimmen          | 3.852         | 2,5           | 3.199          | 2,0            |
| Gültige Stimmen            | Gültige Stimmen            | 152.830       | 100,0         | 153.483        | 100,0          |
| davon                      |                            |               |               |                |                |
| Alfred Hartenbach          | SPD                        | 79.678        | 52,1          | 74.227         | 48,4           |
| Christoph Butterweck       | CDU                        | 53.857        | 35,2          | 50.988         | 33,2           |
| Matthias Berninger         | GRÜNE                      | 8.598         | 5,6           | 11.450         | 7,5            |
| Björn Sänger               | FDP                        | 8.782         | 5,7           | 11.625         | 7,6            |
|                            | REP                        | –             | –             | 853            | 0,6            |
| Horst Pilgram              | PDS                        | 1.915         | 1,3           | 1.577          | 1,0            |
|                            | Die Tierschutzpartei       | –             | –             | 662            | 0,4            |
|                            | NPD                        | –             | –             | 457            | 0,3            |
|                            | GRAUE                      | –             | –             | 261            | 0,2            |
|                            | PBC                        | –             | –             | 183            | 0,1            |
|                            | CM                         | –             | –             | 71             | 0,0            |
|                            | ödp                        | –             | –             | 96             | 0,1            |
|                            | BüSo                       | –             | –             | 38             | 0,0            |
|                            | Schill                     | –             | –             | 995            | 0,6            |

### Bundestagswahl 1998
| Gegenstand der Nachweisung | Gegenstand der Nachweisung | Erst- stimmen | Erst- stimmen | Zweit- stimmen | Zweit- stimmen |
| Bewerber                   | Partei                     | Anzahl        | %             | Anzahl         | %              |
| -------------------------- | -------------------------- | ------------- | ------------- | -------------- | -------------- |
| Wahlberechtigte            | Wahlberechtigte            | 164.438       | 100,0         | 164.438        | 100,0          |
| Wähler                     | Wähler                     | 140.135       | 85,2          | 140.135        | 85,2           |
| Ungültige Stimmen          | Ungültige Stimmen          | 2.179         | 1,6           | 1.937          | 1,4            |
| Gültige Stimmen            | Gültige Stimmen            | 137.956       | 100,0         | 138.198        | 100,0          |
| davon                      |                            |               |               |                |                |
| Wilhelm Dietzel            | CDU                        | 50.181        | 36,4          | 43.304         | 31,3           |
| Alfred Hartenbach          | SPD                        | 73.062        | 53,0          | 68.050         | 49,2           |
| Reinhard Deutschendorf     | GRÜNE                      | 4.954         | 3,6           | 7.931          | 5,7            |
| Annegret Werderich         | F.D.P.                     | 3.609         | 2,6           | 9.944          | 7,2            |
| Thede Eckart               | PDS                        | 1.134         | 0,8           | 1.516          | 1,1            |
|                            | APPD                       | –             | –             | 84             | 0,1            |
|                            | BüSo                       | –             | –             | 22             | 0,0            |
| Fritz Kersten              | BFB – Die Offensive        | 1.461         | 1,1           | 1.056          | 0,8            |
|                            | Chance 2000                | –             | –             | 101            | 0,1            |
|                            | CM                         | –             | –             | 71             | 0,1            |
|                            | DVU                        | –             | –             | 1.209          | 0,9            |
| Christa Klose              | GRAUE                      | 514           | 0,4           | 355            | 0,3            |
| Ralf Bargenda              | REP                        | 2.892         | 2,1           | 2.442          | 1,8            |
|                            | DIE FRAUEN                 | –             | –             | 108            | 0,1            |
|                            | Pro DM                     | –             | –             | 1.074          | 0,8            |
|                            | Die Tierschutzpartei       | –             | –             | 407            | 0,3            |
|                            | NPD                        | –             | –             | 212            | 0,2            |
|                            | NATURGESETZ                | –             | –             | 62             | 0,0            |
|                            | ödp                        | –             | –             | 88             | 0,1            |
|                            | PBC                        | –             | –             | 135            | 0,1            |
|                            | PSG                        | –             | –             | 27             | 0,0            |
| Jürgen Wollmann            | PASS                       | 149           | 0,1           | –              | –              |

### Bundestagswahl 1994
| Gegenstand der Nachweisung | Gegenstand der Nachweisung | Erst- stimmen | Erst- stimmen | Zweit- stimmen | Zweit- stimmen |
| Bewerber                   | Partei                     | Anzahl        | %             | Anzahl         | %              |
| -------------------------- | -------------------------- | ------------- | ------------- | -------------- | -------------- |
| Wahlberechtigte            | Wahlberechtigte            | 162.149       | 100,0         | 162.149        | 100,0          |
| Wähler                     | Wähler                     | 133.920       | 82,6          | 133.920        | 82,6           |
| Ungültige Stimmen          | Ungültige Stimmen          | 2.080         | 1,6           | 1.684          | 1,3            |
| Gültige Stimmen            | Gültige Stimmen            | 131.840       | 100,0         | 132.236        | 100,0          |
| davon                      |                            |               |               |                |                |
| Wilhelm Dietzel            | CDU                        | 54.012        | 41,0          | 49.289         | 37,3           |
| Alfred Hartenbach          | SPD                        | 62.450        | 47,4          | 59.590         | 45,1           |
| Annegret Werderich         | F.D.P.                     | 4.640         | 3,5           | 10.290         | 7,8            |
| Karin Erxmeyer             | GRÜNE                      | 7.599         | 5,8           | 8.359          | 6,3            |
| Reinhard Graß              | REP                        | 2.459         | 1,9           | 2.338          | 1,8            |
|                            | PDS                        | –             | –             | 932            | 0,7            |
|                            | Solidarität                | –             | –             | 28             | 0,0            |
|                            | DIE GRAUEN                 | –             | –             | 473            | 0,4            |
|                            | NATURGESETZ                | –             | –             | 202            | 0,2            |
|                            | MLPD                       | –             | –             | 15             | 0,0            |
| Rainer Runte               | ÖDP                        | 680           | 0,5           | 492            | 0,4            |
|                            | PBC                        | –             | –             | 228            | 0,2            |

### Bundestagswahl 1990
| Gegenstand der Nachweisung     | Gegenstand der Nachweisung | Erst- stimmen | Erst- stimmen | Zweit- stimmen | Zweit- stimmen |
| Bewerber                       | Partei                     | Anzahl        | %             | Anzahl         | %              |
| ------------------------------ | -------------------------- | ------------- | ------------- | -------------- | -------------- |
| Wahlberechtigte                | Wahlberechtigte            | 158.886       | 100,0         | 158.886        | 100,0          |
| Wähler                         | Wähler                     | 131.805       | 83,0          | 131.805        | 83,0           |
| Ungültige Stimmen              | Ungültige Stimmen          | 1.801         | 1,4           | 1.410          | 1,1            |
| Gültige Stimmen                | Gültige Stimmen            | 130.004       | 100,0         | 130.395        | 100,0          |
| davon                          |                            |               |               |                |                |
| Karl Stockhausen               | CDU                        | 50.743        | 39,8          | 48.738         | 37,4           |
| Rudi Walther                   | SPD                        | 63.195        | 48,6          | 58.668         | 45,0           |
| Reinhard Hermann Deutschendorf | GRÜNE                      | 5.492         | 4,2           | 5.073          | 3,9            |
| Heribert Brungs                | F.D.P.                     | 8.249         | 6,3           | 13.696         | 10,5           |
|                                | DIE GRAUEN                 | –             | –             | 812            | 0,6            |
|                                | REP                        | –             | –             | 1.873          | 1,4            |
| Karl Leyhe                     | NPD                        | 1.371         | 1,1           | 668            | 0,5            |
| Rainer Runte                   | ÖDP                        | 954           | 0,7           | 662            | 0,5            |
|                                | PDS                        | –             | –             | 205            | 0,2            |

### Bundestagswahl 1987
| Gegenstand der Nachweisung   | Gegenstand der Nachweisung | Erst- stimmen | Erst- stimmen | Zweit- stimmen | Zweit- stimmen |
| Bewerber                     | Partei                     | Anzahl        | %             | Anzahl         | %              |
| ---------------------------- | -------------------------- | ------------- | ------------- | -------------- | -------------- |
| Wahlberechtigte              | Wahlberechtigte            | 154.108       | 100,0         | 154.108        | 100,0          |
| Wähler                       | Wähler                     | 135.404       | 87,9          | 135.404        | 87,9           |
| Ungültige Stimmen            | Ungültige Stimmen          | 1.769         | 1,3           | 1.446          | 1,1            |
| Gültige Stimmen              | Gültige Stimmen            | 133.635       | 100,0         | 133.958        | 100,0          |
| davon                        |                            |               |               |                |                |
| Karl Stockhausen             | CDU                        | 52.752        | 39,5          | 48.843         | 36,5           |
| Rudi Walther                 | SPD                        | 66.182        | 49,5          | 62.358         | 46,6           |
| Dietrich Riebensahm          | F.D.P.                     | 6.375         | 4,8           | 12.370         | 9,2            |
| Arno Robert Alfred Walprecht | GRÜNE                      | 6.923         | 5,2           | 8.785          | 6,6            |
|                              | FRAUEN                     | –             | –             | 279            | 0,2            |
|                              | MLPD                       | –             | –             | 36             | 0,0            |
| Karl Leyhe                   | NPD                        | 941           | 0,7           | 855            | 0,6            |
|                              | ÖDP                        | –             | –             | 362            | 0,3            |
|                              | Patrioten                  | –             | –             | 70             | 0,1            |
| Marianna Kretschmer          | FRIEDEN                    | 462           | 0,3           | –              | –              |

### Bundestagswahl 1983
| Gegenstand der Nachweisung | Gegenstand der Nachweisung | Erst- stimmen | Erst- stimmen | Zweit- stimmen | Zweit- stimmen |
| Bewerber                   | Partei                     | Anzahl        | %             | Anzahl         | %              |
| -------------------------- | -------------------------- | ------------- | ------------- | -------------- | -------------- |
| Wahlberechtigte            | Wahlberechtigte            | 150.650       | 100,0         | 150.650        | 100,0          |
| Wähler                     | Wähler                     | 138.234       | 91,8          | 138.234        | 91,8           |
| Ungültige Stimmen          | Ungültige Stimmen          | 1.535         | 1,1           | 1.155          | 0,8            |
| Gültige Stimmen            | Gültige Stimmen            | 136.699       | 100,0         | 137.079        | 100,0          |
| davon                      |                            |               |               |                |                |
| Rudi Walther               | SPD                        | 66.501        | 48,6          | 63.461         | 46,3           |
| Karl Stockhausen           | CDU                        | 60.747        | 44,4          | 55.617         | 40,6           |
| Dietrich Riebensahm        | F.D.P.                     | 4.373         | 3,2           | 11.388         | 8,3            |
| Peter Funk                 | DKP                        | 197           | 0,1           | 162            | 0,1            |
| Hans Lux                   | GRÜNE                      | 4.483         | 3,3           | 6.080          | 4,4            |
|                            | EAP                        | –             | –             | 36             | 0,0            |
| Karl Leyhe                 | NPD                        | 398           | 0,3           | 335            | 0,2            |

### Bundestagswahl 1980
| Gegenstand der Nachweisung | Gegenstand der Nachweisung | Erst- stimmen | Erst- stimmen | Zweit- stimmen | Zweit- stimmen |
| Bewerber                   | Partei                     | Anzahl        | %             | Anzahl         | %              |
| -------------------------- | -------------------------- | ------------- | ------------- | -------------- | -------------- |
| Wahlberechtigte            | Wahlberechtigte            | 146.992       | 100,0         | 146.992        | 100,0          |
| Wähler                     | Wähler                     | 133.443       | 90,8          | 133.443        | 90,8           |
| Ungültige Stimmen          | Ungültige Stimmen          | 2.117         | 1,6           | 1.191          | 0,9            |
| Gültige Stimmen            | Gültige Stimmen            | 131.326       | 100,0         | 132.252        | 100,0          |
| davon                      |                            |               |               |                |                |
| Rudi Walther               | SPD                        | 68.438        | 52,1          | 65.751         | 49,7           |
| Hartmut Nassauer           | CDU                        | 50.992        | 38,8          | 50.079         | 37,9           |
| Dietrich Riebensahm        | F.D.P.                     | 9.356         | 7,1           | 13.921         | 10,5           |
| Max Jesswein               | DKP                        | 270           | 0,2           | 195            | 0,1            |
| Fritz Beek                 | GRÜNE                      | 2.270         | 1,7           | 2.000          | 1,5            |
|                            | EAP                        | –             | –             | 12             | 0,0            |
|                            | KBW                        | –             | –             | 19             | 0,0            |
|                            | NPD                        | –             | –             | 251            | 0,2            |
|                            | V                          | –             | –             | 24             | 0,0            |

### Bundestagswahl 1976
| Gegenstand der Nachweisung | Gegenstand der Nachweisung | Erst- stimmen | Erst- stimmen | Zweit- stimmen | Zweit- stimmen |
| Bewerber                   | Partei                     | Anzahl        | %             | Anzahl         | %              |
| -------------------------- | -------------------------- | ------------- | ------------- | -------------- | -------------- |
| Wahlberechtigte            | Wahlberechtigte            | 141.798       | 100,0         | 141.798        | 100,0          |
| Wähler                     | Wähler                     | 130.881       | 92,3          | 130.881        | 92,3           |
| Ungültige Stimmen          | Ungültige Stimmen          | 1.908         | 1,5           | 863            | 0,7            |
| Gültige Stimmen            | Gültige Stimmen            | 128.973       | 100,0         | 130.018        | 100,0          |
| davon                      |                            |               |               |                |                |
| Rudi Walther               | SPD                        | 64.105        | 49,7          | 63.648         | 49,0           |
| Hans Wissebach             | CDU                        | 54.011        | 41,9          | 54.787         | 42,1           |
| Karl-Friedrich Schreiber   | F.D.P.                     | 9.676         | 7,5           | 10.597         | 8,2            |
|                            | AUD                        | –             | –             | 73             | 0,1            |
| Karl-Heinz Kukuck          | AVP                        | 157           | 0,1           | 41             | 0,0            |
| Roland Wittmann            | DKP                        | 470           | 0,4           | 307            | 0,2            |
|                            | EAP                        | –             | –             | 12             | 0,0            |
|                            | KPD                        | –             | –             | 61             | 0,0            |
|                            | KBW                        | –             | –             | 53             | 0,0            |
| Karl Leyhe                 | NPD                        | 554           | 0,4           | 439            | 0,3            |

### Bundestagswahl 1972
| Gegenstand der Nachweisung | Gegenstand der Nachweisung | Erst- stimmen | Erst- stimmen | Zweit- stimmen | Zweit- stimmen |
| Bewerber                   | Partei                     | Anzahl        | %             | Anzahl         | %              |
| -------------------------- | -------------------------- | ------------- | ------------- | -------------- | -------------- |
| Wahlberechtigte            | Wahlberechtigte            | 139.838       | 100,0         | 139.838        | 100,0          |
| Wähler                     | Wähler                     | 127.906       | 91,5          | 127.906        | 91,5           |
| Ungültige Stimmen          | Ungültige Stimmen          | 1.529         | 1,2           | 861            | 0,7            |
| Gültige Stimmen            | Gültige Stimmen            | 126.377       | 100,0         | 127.045        | 100,0          |
| davon                      |                            |               |               |                |                |
| Rudi Walther               | SPD                        | 67.743        | 53,6          | 64.347         | 50,6           |
| Hans Wissebach             | CDU                        | 49.833        | 39,4          | 50.039         | 39,4           |
| Klaus Schuchhardt          | F.D.P.                     | 7.598         | 6,0           | 11.428         | 9,0            |
| Heinrich Leck              | DKP                        | 420           | 0,3           | 356            | 0,3            |
|                            | EFP                        | –             | –             | 73             | 0,1            |
| Karl Leyhe                 | NPD                        | 783           | 0,6           | 802            | 0,6            |

### Bundestagswahl 1969
| Gegenstand der Nachweisung | Gegenstand der Nachweisung | Erst- stimmen | Erst- stimmen | Zweit- stimmen | Zweit- stimmen |
| Bewerber                   | Partei                     | Anzahl        | %             | Anzahl         | %              |
| -------------------------- | -------------------------- | ------------- | ------------- | -------------- | -------------- |
| Wahlberechtigte            | Wahlberechtigte            | 131.518       | 100,0         | 131.518        | 100,0          |
| Wähler                     | Wähler                     | 114.950       | 87,4          | 114.950        | 87,4           |
| Ungültige Stimmen          | Ungültige Stimmen          | 3.192         | 2,8           | 2.020          | 1,8            |
| Gültige Stimmen            | Gültige Stimmen            | 111.758       | 100,0         | 112.930        | 100,0          |
| davon                      |                            |               |               |                |                |
| Karl Bechert               | SPD                        | 55.948        | 50,1          | 54.220         | 48,0           |
| Hans Wissebach             | CDU                        | 39.065        | 35,0          | 39.383         | 34,9           |
| Ludwig Luckemeyer          | FDP                        | 8.952         | 8,0           | 9.490          | 8,4            |
| Wilhelm Engel              | ADF                        | 600           | 0,5           | 603            | 0,5            |
|                            | EP                         | –             | –             | 134            | 0,1            |
|                            | GPD                        | –             | –             | 1.218          | 1,1            |
| Karl Mogge                 | NPD                        | 7.193         | 6,4           | 7.882          | 7,0            |

### Bundestagswahl 1965
| Gegenstand der Nachweisung | Gegenstand der Nachweisung | Erst- stimmen | Erst- stimmen | Zweit- stimmen | Zweit- stimmen |
| Bewerber                   | Partei                     | Anzahl        | %             | Anzahl         | %              |
| -------------------------- | -------------------------- | ------------- | ------------- | -------------- | -------------- |
| Wahlberechtigte            | Wahlberechtigte            | 130.624       | 100,0         | 130.624        | 100,0          |
| Wähler                     | Wähler                     | 113.582       | 87,0          | 113.582        | 87,0           |
| Ungültige Stimmen          | Ungültige Stimmen          | 4.005         | 3,5           | 2.675          | 2,4            |
| Gültige Stimmen            | Gültige Stimmen            | 109.577       | 100,0         | 110.907        | 100,0          |
| davon                      |                            |               |               |                |                |
| Karl Bechert               | SPD                        | 51.196        | 46,7          | 50.989         | 46,0           |
| Hanna Walz                 | CDU                        | 31.549        | 28,8          | 33.229         | 30,0           |
| Heinrich Rodemer           | FDP                        | 23.722        | 21,6          | 23.050         | 20,8           |
| Erich Damerau              | AUD                        | 421           | 0,4           | 432            | 0,4            |
| Martha Zehm                | DFU                        | 706           | 0,6           | 902            | 0,8            |
| Holle Grimm                | NPD                        | 1.983         | 1,8           | 2.305          | 2,1            |

### Bundestagswahl 1961
| Gegenstand der Nachweisung | Gegenstand der Nachweisung | Erst- stimmen | Erst- stimmen | Zweit- stimmen | Zweit- stimmen |
| Bewerber                   | Partei                     | Anzahl        | %             | Anzahl         | %              |
| -------------------------- | -------------------------- | ------------- | ------------- | -------------- | -------------- |
| Wahlberechtigte            | Wahlberechtigte            | 127.588       | 100,0         | 127.588        | 100,0          |
| Wähler                     | Wähler                     | 113.217       | 88,7          | 113.217        | 88,7           |
| Ungültige Stimmen          | Ungültige Stimmen          | 3.563         | 3,1           | 5.410          | 4,8            |
| Gültige Stimmen            | Gültige Stimmen            | 109.654       | 100,0         | 107.807        | 100,0          |
| davon                      |                            |               |               |                |                |
| Ludwig Schneider           | CDU                        | 31.627        | 28,8          | 28.200         | 26,2           |
| Karl Bechert               | SPD                        | 46.498        | 42,4          | 45.190         | 41,9           |
| Fritz Grosche              | FDP                        | 23.076        | 21,0          | 24.830         | 23,0           |
| Werner Bohlig              | GDP (DP-BHE)               | 6.964         | 6,4           | 7.512          | 7,0            |
| Lothar Schirrmacher        | DFU                        | 1.489         | 1,4           | 1.683          | 1,6            |
|                            | DRP                        | –             | –             | 392            | 0,4            |

### Bundestagswahl 1957
| Gegenstand der Nachweisung | Gegenstand der Nachweisung | Erst- stimmen | Erst- stimmen | Zweit- stimmen | Zweit- stimmen |
| Bewerber                   | Partei                     | Anzahl        | %             | Anzahl         | %              |
| -------------------------- | -------------------------- | ------------- | ------------- | -------------- | -------------- |
| Wahlberechtigte            | Wahlberechtigte            | 124.648       | 100,0         | 124.648        | 100,0          |
| Wähler                     | Wähler                     | 110.806       | 88,9          | 110.806        | 88,9           |
| Ungültige Stimmen          | Ungültige Stimmen          | 3.097         | 2,8           | 4.892          | 4,4            |
| Gültige Stimmen            | Gültige Stimmen            | 107.709       | 100,0         | 105.914        | 100,0          |
| davon                      |                            |               |               |                |                |
| Karl Bechert               | SPD                        | 38.320        | 35,6          | 37.379         | 35,3           |
| Wilhelm Gontrum            | CDU                        | 32.833        | 30,5          | 33.907         | 32,0           |
| Ernst Arnold               | FDP                        | 11.910        | 11,1          | 10.745         | 10,1           |
| Gustav Hacker              | GB/BHE                     | 9.534         | 8,9           | 9.248          | 8,7            |
| Reinhold Rompf             | DP                         | 13.489        | 12,5          | 12.622         | 11,9           |
|                            | BdD                        | –             | –             | 100            | 0,1            |
| Willi Viering              | DRP                        | 1.623         | 1,5           | 1.913          | 1,8            |

### Bundestagswahl 1953
| Gegenstand der Nachweisung | Gegenstand der Nachweisung | Erst- stimmen | Erst- stimmen | Zweit- stimmen | Zweit- stimmen |
| Bewerber                   | Partei                     | Anzahl        | %             | Anzahl         | %              |
| -------------------------- | -------------------------- | ------------- | ------------- | -------------- | -------------- |
| Wahlberechtigte            | Wahlberechtigte            | 130.560       | 100,0         | 130.560        | 100,0          |
| Wähler                     | Wähler                     | 114.749       | 87,9          | 114.749        | 87,9           |
| Ungültige Stimmen          | Ungültige Stimmen          | 5.247         | 4,6           | 4.084          | 3,6            |
| Gültige Stimmen            | Gültige Stimmen            | 109.502       | 100,0         | 110.665        | 100,0          |
| davon                      |                            |               |               |                |                |
|                            | CDU                        | –             | –             | 28.981         | 26,2           |
| Hans Merten                | SPD                        | 36.824        | 33,6          | 34.228         | 30,9           |
| Heinrich Fassbender        | FDP                        | 57.491        | 52,5          | 30.933         | 28,0           |
| Otto Gerhardt              | GB/BHE                     | 11.314        | 10,3          | 11.276         | 10,2           |
| Eberhard Reinert           | DP                         | 1.721         | 1,6           | 3.156          | 2,9            |
| Friedrich Hombach          | KPD                        | 1.600         | 1,5           | 1.481          | 1,3            |
| Arthur Steinbrück          | GVP                        | 552           | 0,5           | 610            | 0,6            |

### Nachwahl 1951
Durch den Tod des Bundestagsabgeordneten Karl Rüdiger am 20. Februar 1951 war auf Grund des § 15 des Wahlgesetzes zum 1. Bundestag und zur 1. Bundesversammlung der Bundesrepublik Deutschland eine Nachwahl im damaligen Bundestagswahlkreis I (Landkreise Hofgeismar, Wolfhagen und Waldeck) nötig geworden. Diese fand dann auf Anordnung des hessischen Landeswahlleiters am 15. April 1951 statt.
|                   | Partei            | Anzahl  | %     |
| ----------------- | ----------------- | ------- | ----- |
| Wahlberechtigte   | Wahlberechtigte   | 131.754 | 100,0 |
| Wähler            | Wähler            | 80.538  | 61,1  |
| Ungültige Stimmen | Ungültige Stimmen | 2.533   | 3,1   |
| Gültige Stimmen   | Gültige Stimmen   | 78.005  | 100,0 |
| davon             |                   |         |       |
| Hans Merten       | SPD               | 36.825  | 47,2  |
| Reinhold Rompf    | FDP               | 32.873  | 42,1  |
| Karl Mengel       | CDU               | 6.209   | 8,0   |
| Heinrich Rausch   | KPD               | 2.098   | 2,7   |

### Bundestagswahl 1949
|                   | Partei            | Anzahl  | %     |
| ----------------- | ----------------- | ------- | ----- |
| Wahlberechtigte   | Wahlberechtigte   | 132.967 | 100,0 |
| Wähler            | Wähler            | 103.091 | 77,5  |
| Ungültige Stimmen | Ungültige Stimmen | 3.356   | 3,3   |
| Gültige Stimmen   | Gültige Stimmen   | 99.735  | 100,0 |
| davon             |                   |         |       |
| Georg Häring      | SPD               | 27.422  | 27,5  |
| Friedrich Rest    | CDU               | 13.875  | 13,9  |
| Karl Rüdiger      | FDP               | 35.103  | 35,2  |
| Martin Hartmann   | KPD               | 4.459   | 4,5   |
| Martin Schneider  | Unabhängiger      | 18.876  | 18,9  |